# Bodrog (rijeka)
Bodrog je rijeka u istočnoj Slovačkoj, i sjeveroistočnoj Mađarskoj, pritok Tise dug 67 km. Bodrog nastaje spajanjem rijeka Ondave i Latorice u blizini slovačkog sela Zemplín. Površina sliva iznosi 11.552 km². Slovačko mađarsku granicu prelazi kod slovačkog sela Streda nad Bodrogom i mađarskog grada Sátoraljaújhely. Ulijeva se u Tisu kod mađarskog grada Tokaja. Od svojih 64 km u Slovačkoj teče 15 km, a u Mađarskoj 52 km. 

## Vanjske poveznice
|  | Zajednički poslužitelj ima još gradiva o temi Bodrog (rijeka) |